# Список умерших в 749 году

## Дата смерти неизвестна или требует уточнения
- Гёки, буддийский монах и проповедник из Японии.
- Гизульф II, герцог Беневенто (743—749).
- Эльфвальд, король Восточной Англии (713—749).